# Occult Academy
Occult Academy (世紀末 オ カ ル ト 学院,?, Seikimatsu Okaruto Gakuin, lett. "Fine della Secolare Accademia dell'Occulto") è una serie televisiva anime prodotta da A-1 Pictures e Aniplex e diretta da Tomohiko Itō. L'anime è composto da 13 episodi ed è stato trasmesso in Giappone sulla rete televisiva TV Tokyo il 6 luglio 2010. Occult Academy è il terzo progetto di  Anime no Chikara. L'adattamento manga dell'anime è attualmente serializzato da Monthly Comic Alive di Media Factory. La serie in versione DVD / Blu-ray è stata realizzata in sei volumi. Cinque volumi, ciascuno dei quali contiene due episodi della serie e degli extra, come brani bonus cantati da vari attori vocali per i personaggi. Il volume finale copre gli ultimi tre episodi. Ci sono anche quattro episodi spin-off, il primo dei quali è incluso nel secondo volume.

## Trama
Maya è la figlia dell'ex capo della Waldstein Academy. Nel 2012 il mondo è stato invaso dagli alieni e i viaggiatori del tempo come Fumiaki sono stati rimandati nel 1999 per impedire l'apocalisse distruggendo la Chiave di Nostradamus. Nel 1999, Maya torna all'Accademia come direttrice con l'intento di distruggerla. Il suo piano viene interrotto quando incontra Fumiaki venendo così a conoscenza dell'imminente distruzione. Essi formano così un patto per cercare la Chiave.
Al fine di trovarla, i viaggiatori del tempo sono stati forniti di un Telefono cellulare creato appositamente. Usando il telefono, Maya e Fumiaki analizzano gli avvenimenti occulti.

## Personaggi
Maya Kumashiro (神代 マヤ?)
Doppiato da: Yōko Hikasa
La figlia del direttore tardivo dell'Accademia Waldstein, Junichirou Kumashiro, odia l'occulto nonostante la sua vasta conoscenza al riguardo. Il suo odio deriva dall'ossessione di suo padre con l'occulto, provocando della tensione nel rapporto tra la moglie e Maya. Dopo la morte di suo padre, Maya diventa dirigente della "Accademia dell'Occulto" e promette di distruggerla. Tuttavia, mentre la storia va avanti, l'odio di Maya per l'occulto diminuisce. Alla fine riprende il suo ex amore per l'occulto, promettendo di metterlo al sicuro piuttosto che distruggerlo. Più tardi, viene rivelato che l'Accademia era il regalo di Natale di Maya da suo padre. Maya si rende conto che lei ha girato la schiena sul padre quando stava solo cercando di fargli un regalo di Natale. Poi fa una promessa a suo padre morto per salvare l'Accademia e il Mondo. Con l'arrivo di Fumiaki Uchida, crea una partnership con lui per trovare la Chiave di Nostradamus che causerà un'invasione aliena il 21 luglio 1999.
Fumiaki Uchida (内田 文明?)
Doppiato da: Takahiro Mizushima, Sayuri Yahagi (giovane)
Un viaggiatore del tempo del 2012 inviato nel 1999 per trovare la Chiave di Nostradamus. È costretto a diventare #6 dopo che l'agente prima di lui, # 5, è stato ucciso. Nel 1999, Fumiaki era un ragazzino con particolari poteri psichici. Soprannominato "Uchida Bunmei", è apparso su numerosi spettacoli televisivi, dimostrando i suoi poteri psichici piegando cucchiai. La sua popolarità è cresciuta rapidamente, ma ciò cominciò a diventare pesante per lui. Infatti, mentre diventava più popolare, sua madre divenne ossessionata dalla sua fama, fino a rifiutare una normale vita sociale. Fumiaki perde i suoi poteri psichici e, nel 2012, è stato considerato un falso. È anche conosciuto come "Abe Minoru", che è l'identità collettiva di tutti gli agenti temporali. Al suo arrivo nel 1999, Fumiaki incontra Maya, che in un primo momento ha pensato che fosse un codardo, dato che in tutto quello che faceva, era spaventato. Tuttavia, dopo che Maya vede una parte della sua vita in cui visse un'esperienza ai confini della morte rendendosi conto che egli, come lei, era un bambino solitario, guadagnando un certo rispetto. Lui e Maya formano una squadra per trovare la Chiave di Nostradamus e impedire l'invasione aliena.
Mikaze Nakagawa (中川 美風?)
Doppiato da: Minori Chihara
Mikaze è una ragazza adolescente carina che lavora in un ristorante locale. Le sue abilità culinarie sono estremamente eccezionali, e Fumiaki Uchida mangia nel suo locale ogni giorno. Tuttavia, nonostante la sua carina e allegra personalità, Mikaze non è una normale adolescente.
Chihiro Kawashima (川島 千尋?)
Doppiato da: Yū Kobayashi
Chihiro è la vice-preside dell'Accademia Waldstein. Anche se è descritta come una donna severa, sogna di trovare l'amore.Lei è innamorata di Bunmei, sviluppando però dell'odio per Mikaze a causa di ciò.
Ami Kuroki (黒木 亜美?)
Doppiato da: Ayahi Takagaki
Ami è l'amica d'infanzia di Maya e compagna di classe nell'Accademia. Lei generalmente si preoccupa per Maya e cerca di ammorbidire l'odio di Maya verso l'occulto. Ami è spesso vista con Kozue, JK e Smile.
Kozue Naruse (成瀬 こずえ?)
Doppiato da: Kana Hanazawa
Kozue è amico di Ami e compagno di classe all'Accademia. Adora profondamente l'occulto, come dimostrano i suoi sforzi per provare a Maya che l'occulto esiste, incluso l'accordo di passare una esperienza ai confini della morte per una dimostrazione di classe. Kozue è ritratto come un essere molto goffo ed è spesso il primo a cadere vittima dei demoni.
Smile (スマイル?)
Doppiato da: Hiroki Takahashi
Smile è il meccanico dell'Accademia. Prima incontra Maya e poi gli altri quando Ami ha chiesto l'aiuto di JK per trovare l'ex preside posseduto. Smile si dimostra molto abile nel combattimento fisico, anche se spesso porta con sé una chiave enorme come arma. Di solito appare con JK.
JK (?)
Doppiato da: Takehito Koyasu
JK è un occulto radioesteso che si specializza nell'utilizzo di barre di ferro per individuare fenomeni soprannaturali. Ad esempio Kozue, che è anche un maniaco dell'occulto e spesso accompagna gli altri personaggi quando si verificano eventi correlati all'occulto. Egli è in grado di impegnarsi in combattimento utilizzando le sue aste di dowsing per farlo fuori dai guai.

## Media

### Anime
Occult Academy è stato creato da A-1 Pictures, Aniplex e Kei Toru (scrittore) e diretto da Tomohiko Itō. La serie televisiva anime è stata trasmessa dal 6 luglio al 27 settembre 2010, con un totale di 13 episodi.

#### Episodi
| Nº | Titolo italiano (traduzione letterale) Giapponese 「Kanji」 - Rōmaji                          | In onda           | In onda |
| Nº | Titolo italiano (traduzione letterale) Giapponese 「Kanji」 - Rōmaji                          | Giapponese        |         |
| 1  | La profezia MAYA 「マヤの予言」 - Maya no Yogen                                               | 5 luglio 2010     |         |
| 2  | L'avvento di BUNMEI 「文明の到来」 - Bunmei no Tōrai                                          | 12 luglio 2010    |         |
| 3  | MIKAZE soffia 「美し風、吹きぬけて」 - Umashi Kaze, Fukinukete                                | 19 luglio 2010    |         |
| 4  | Il crollo di BUNMEI 「文明の崩壊」 - Bunmei no Hōkai                                          | 26 luglio 2010    |         |
| 5  | L'estate KOZUE 「夏のこずえ」 - Natsu no Kozue                                                | 2 agosto 2010     |         |
| 6  | La distanza di BUNMEI 「文明の道程」 - Bunmei no Michinori                                    | 9 agosto 2010     |         |
| 7  | Amigo di MAYA 「マヤの亜美～ゴ」 - Maya no Amīgo                                              | 16 agosto 2010    |         |
| 8  | Mamma AMIYA 「まんま亜美～ヤ！」 - Manma Amīya!                                               | 23 agosto 2010    |         |
| 9  | AKARI di neve 「雪のあかり」 - Yuki no Akari                                                  | 30 agosto 2010    |         |
| 10 | Il focolare AKARI 「暖炉のあかり」 - Dōshitara Ii ka Minna Kangaeyō                           | 6 settembre 2010  |         |
| 11 | La morte di MAYA 「マヤの死」 - Maya no shi                                                   | 13 settembre 2010 |         |
| 12 | Mille venti, la ricerca della bellezza 「千の風、美の尋めゆき」 - Sen no Kaze, Bi no Tomeyuki | 20 settembre 2010 |         |
| 13 | MAYA's BUNMEI 「マヤの文明」 - Maya no Bunmei                                                 | 27 settembre 2010 |         |

## Colonna sonora

### Sigle
Opening "Flying Humanoid"
Testi, cantante, preparativi: Kenta Matsukuma.  Vocal artist: Shōko Nakagawa. Etichetta: Sony Music
Ending  "Kimi ga iru basho" ('Il posto in cui ti trovi')
Cantante: Masato Nakayama (Elements Garden).  Musica e preparativi: Junpei Fujita (Elements Garden).  Vocal artist: Ayahi Takagaki. Etichetta: Music Ray'n
Fotografia: Katsuyo Hashimoto.  Modelli: Rino Kobayashi (ja?, 小林里乃) e Rikako Suda

### Musica di Sottofondo
- Piano: Lisa Nakazono
  - Beethoven, Piano Sonata No. 21 ("Waldstein" sonata) (Episodi #1 ~ 13)
  - Liszt, studio La campanella (Episodi #3~5, 10, 12)

### Anteprima Musicale
Le anteprime con le scene del prossimo episodio hanno caratterizzato la musica di successo degli anni '90, cantata da personaggi femminili. Una di queste è, "White Love" non da Sony Music, ma da un'etichetta rivale: Toy's Factory.
"Love Machine" (Episodi #1, 12)
Maya Kumashiro (Yōko Hikasa) (#1); Sasazuka Exo Sister (#12)
"Be Together" (#2, 3)
Mikaze Nakagawa(Minori Chihara)
"Asia no Junshin" (#4, 5)
Kozue Naruse (Kana Hanazawa)
"Hot Limit" (#6, 7)
Ami Kuroki (Ayahi Takagaki)
"White Love" (#8, 9)
Akari Okamoto (Inori Minase)
"Rōningyō no yakata" (#10, 11)
Chihiro Kawashima (Yū Kobayashi)

## Accoglienza
Zac Bertschy di Anime News Network ha apprezzato le animazioni, il character design e gli sfondi della serie, giudicando inoltre il suo inizio "incredibilmente solido per uno show dalle enormi pretese". Secondo Theron Martin, Occult Academy "è una delle serie più belle della nuova stagione (forse la migliore), che offre magnifici sfondi, piacevoli animazioni a cura di A-1 Pictures e un character design che certamente non stancherà". Carl Kimlinger, invece, trova che la serie sia, "se non la migliore, di sicuro la più divertente tra quelle originate dal progetto Anime no Chikara di Aniplex" e che sia "più vicina a Sam Raimi che a Tite Kubo". Hope Chapman commenta che la serie sia "sempre incredibilmente divertente in maniera pura e incantevole, un po' reminiscente delle parti più divertenti dei film di Mamoru Hosoda".